# Liste des œuvres de Jean Le Moal dans les musées du monde
Pour un article plus général, voir Jean Le Moal.
Cette liste répertorie les œuvres de Jean Le Moal (1909-2007), peintures, aquarelles et dessins, gravures et lithographies, conservées dans les musées et collections publiques en France et à l'étranger.

## France
- Agen, Musée des beaux-arts d'Agen :

Nature tranquille ou Intérieur, 1951, huile sur toile, 145,5 × 113,5 cm, n° inventaire AM 3186 P (dépôt du Musée national d'art moderne). .
- Alençon, Musée d'Alençon :

La Cheminée ou La Table devant la cheminée, 1946, huile sur toile marouflée sur panneau, 41 × 33 cm.
- Aubusson, Musée de la tapisserie

Les Pins, maquette pour les ateliers d'Aubusson, 1947,
Objets sur une table, maquette pour les ateliers d'Aubusson, 1947.
- Colmar, Musée Unterlinden :

La Lecture, 1945, huile sur toile, 92,5 × 65,5 cm,
Au centre des Andes, 1979-1980, huile sur toile, 160 × 160 cm, n° inventaire AM 2009.95 (dépôt du Musée national d'art moderne).
- Dijon, Musée des beaux-arts de Dijon :

Nature morte au poisson, 1949, huile sur toile, 40 × 80 cm, n° inventaire. E 4511
La Saint-Jean d'été, 1955, huile sur toile, 116 × 89 cm, n° inventaire AM 3473.P.
- Dunkerque, Lieu d'Art et Action contemporaine, Dunkerque :

Archipel, 1972-1973, huile sur toile, 200 × 200 cm.
- Issoudun, Musée de l'Hospice Saint-Roch

Gravures
Le Port, 1948, burin, 6 × 8,5 cm, n° 23/30,
Le Poisson, 1948, burin, 5,4 × 8,9 cm, n° 12/35,
Fossiles marins, 1948, eau-forte, 9,9 × 13,9 cm, n° 16/30,
Anne, 1949, burin, 7,3 × 7,3 cm, n° 15/25,
Paysage lunaire, 1949, burin et aquatinte, 16,8 × 17,4 cm, n° 18/30,
Printemps, 1949, burin, 13,5 × 8,6 cm, n° 14/25,
Signes et fossiles, 1949, eau-forte, 12,4 × 9,5 cm, n° 10/30,
Archéologie, 1949,  burin, 17 × 7,9 cm, n° 11/30,
Paysage d'hiver, 1949, burin, 10,9 × 14,7 cm, n° 23/30,
Arbres de Noël, 1949, burin et aquatinte, 11,6 × 11,4 cm, n° 28/35,
Instruments de la Passion, 1950, burin et aquatinte, 18 × 17,8 cm,
L'Oiseau, 1951, burin, 9,9 × 9,9 cm n° 26/35,
La Croix nocturne, 1951, burin et aquatinte, 9 × 13,8 cm, n° 5/30,
Jardin, 1951, burin et aquatinte, 17,8 × 5,9 cm, n° 34/35,
Composition, 1951, burin, 19,9 × 13,3 cm, n° 17/20.
- Lyon, Musée des beaux-arts de Lyon :

Peintures
Étude pour La Paix, 1935, huile sur toile, 54,8 × 45,8 cm, n° inventaire 2008.48,
Composition (picassique), 1935, huile sur toile, 130 × 130 cm, n° inventaire 1995.3,
Personnage assis, 1936, huile sur toile, 92 × 73 cm, n° inventaire 1995.4,
Composition à l'as de cœur, 1938, huile sur toile, 46 × 55 cm, n° inventaire 1995.5
Mélancolie, 1938, huile sur toile, 130 × 97 cm,  n° inventaire AM 2009.92 (dépôt du Musée national d'art moderne),
Marine à l'arc-en-ciel, 1942, huile sur toile, 38 × 55,2 cm, n° inventaire 2008.47,
Les Barques ou Barques et gréements, 1947, huile sur toile, 50 × 73 cm, n° inventaire 1974.31,
Objets, 1950, huile sur toile, 100 × 100 cm, n° inventaire 1951.2,
Composition, 1954, huile sur toile, 46 × 55 cm, n° inventaire 1982.16,
Flore, 1960, huile sur toile, 153 × 70 cm, n° inventaire 1996.6.
Sculpture
Sans titre, 1936, sculpture, bronze, 133 × 26 × 29 cm.
- Metz, Musée de la Cour d'Or :

Peinture
Les Vagues, 1959, huile sur toile, 70 × 140 cm, n° inventaire 3308.
Œuvre sur papier
Souvenir de La Garde-Freinet, 1961, aquarelle, 29,5 × 28,2 cm, n° inventaire 3451.
Gravures
Archéologie orientale, 1949, eau-forte, 17, 8 x 8,5 cm, n° 14/25, n° inventaire 4157.
Le Blé, 1951, eau-forte, 13,5 x 12,4 cm, épreuve d'artiste, n° inventaire 4158,
L'Oiseau, 1951, burin, 9,9 x 9,9 cm, n° 16/30, n° inventaire 4159.
Lithographie
Les Bateaux, 1953, lithographie, 33 x 50 cm, n° inventaire 1797.
- Meudon, Musée d'art et d'histoire de Meudon :

Peintures
L'Oiseleur, 1938, huile sur toile, 80 × 100 cm, n° inventaire 1981.6.1,
Cérès, 1938, fresque sur aggloméré, 147 × 90 cm, n° inventaire 1981,6.4,
Printemps, 1957, huile sur toile, 130 × 97 cm, n° inventaire 1988.3.1,
Sans titre, 1973, huile sur toile, 92 × 92 cm,n° inventaire 1983.12.1.
Œuvre sur papier
Étude pour Cérès, 1938, crayons de couleur sur papier, 45 × 37,5 cm, n° inventaire 1981.6.2.
Sculptures
Nu allongé cubiste, 1936, 14,5 × 41,5 × 21,5 cm,
Femme nue assise, 1938, 17 × 16 × 13 cm,
Figure, c. 1954, 17,5 × 11 × 7 cm.
Maquettes
Deux maquettes pour une décoration murale du Studio des Champs-Élysées, 1949, collages, 41 × 28 cm chacune,
Maquette des vitraux de la crypte d'Audincourt, 1956-1957, huile sur toile, 27,5 × 123,5 cm.
Gravures
Les Deux Croix, 1948, burin, 9 × 15 cm,
Paysage lunaire, 1949, burin et aquatinte, 16,8 × 17,4 cm,
Jardin, 1951, burin et aquatinte, 17,5 × 6 cm,
L'Oiseau. 1951, burin, 9,9 × 9,9 cm, n°17/30.
- Paris, Musée national d'art moderne :

Peintures
Architecture intérieure, 1949, huile sur toile, 146 × 97 cm, n° inventaire Fonds national d'art contemporain 21539 (présente à la Maison de la Radio en 2018),
Nature tranquille, 1951, huile sur toile, 145,5 × 113,5 cm, n° inventaire AM 3186.P,
Intérieur, 1964, huile sur toile, 146 × 90 cm, n° inventaire AM 4319.P,
Intérieur ou Hommage à Matisse, 1972, huile sur toile, 200 × 180 cm, n° inventaire AM 1975.61.
Œuvres sur papier
Sans titre, 1937-1938, étude pour « La ville détruite » (1938), crayon de couleur et pastel sur papier, 11,2 × 17,5 cm, n° inventaire AM 2009.35,
Sans titre, 1938, étude pour « La ville détruite » (1938), crayon de couleur et pastel sur papier, 10,8 × 16,5 cm, n° inventaire AM 2009.36,
Étude pour le décor du plafond du pavillon français du Vin à l'exposition universelle de New-York, 1939, crayon et gouache sur papier, 29,2 × 49,1 cm, n° inventaire 2009.32,
Étude pour un décor (école d'Eaubonne?), vers 1939-1940, encre brune sur papier, n° inventaire AM 2009.33,
Plage, vers 1942, crayon et encre sur papier, 11 × 32,5 cm, n° inventaire 2009.34,
Bateaux au port, 1946, étude pour « Marée montante » (1946), encre et crayon sur papier, 20,7 × 29,2 cm, n° inventaire 2009.37,
Arbres, 1946, encre sur papier, 15 × 21,5 cm, n° inventaire 200.38,
Nature morte devant une fenêtre, 1947, étude pour « La fin du jour » (1946), encre sur papier, 28,5 × 18,9 cm, n° inventaire AM 2009.39,
Sans titre, 1955, fusain et aquarelle sur papier, 23 × 26,5 cm, n° inventaire AM 2009.40,
Composition, 1959, aquarelle, 29 × 48,7 cm, n° inventaire AM 2250 D,
Composition, c.1961, aquarelle, 48 × 58 cm (déposée à l'Ambassade de France à Abidjan),
Sans titre (Ardèche), 1967, encre et aquarelle sur papier, 14,7 × 31,5 cm. n° inventaire 2009.41.
- Paris,Musée d'art moderne de la ville de Paris :

Avril, 1955, huile sur toile, 116 × 81 cm, n° inventaire AMVP 2432,
Orage dans la nuit, 1964, huile sur toile, 64 × 130 cm, n° inventaire AMVP 1437.
- Paris, Centre national des arts plastiques [5]:

Le Ciel et l'eau, s.d. [1937], huile sur plâtre sur aggloméré, 45 x 80,9 x 3,6 cm, n° inventaire FNAC 29440,
Ensemble décoratif pour une école composé de 3 scènes (attributs des sciences et de la nature, scènes d'école et scènes de loisirs), 1940, peinture murale sur enduit, surface totale d'environ 20 m2, n° inventaire FNAC 16537 (1-3), en dépôt depuis 1940 à la mairie d'Eaubonne,
Composition en bleu, vert et beige, 1956, lithographie, 37.5 × 31,5 cm, tirage HC, n° inventaire FNAC 28375,
Bleu-vert-jaune, 1956, lithographie en couleurs, 36.8 × 30,8 cm, tirage 44/50, n° inventaire FNAC 29985, en dépôt depuis 1988 à la Bibliothèque nationale de France, site Richelieu (Paris),
Composition, 1961, aquarelle, 48 × 58 cm, n° inventaire FNAC 28102, en dépôt depuis 1963 à l'Ambassade de France à Abidjan,
Maquettes de vitraux pour la cathédrale de Saint-Dié-des-Vosges, 1984, technique mixte sur papier - baie n° 114, 86.5 × 21,5 cm, n° inventaire FNAC 88201 - baie n° 112, 95 × 47 cm, n° inventaire FNAC 88202 - baie n°110, 50 × 21,5 cm, n° inventaire FNAC 88203 - baie n° 108, 50 × 21,5 cm, n° inventaire FNAC 88204.
- Paris,Bibliothèque nationale de France :

Gravures
Le Port ou Construction, burin, 1948, burin, 6 × 8,5 cm,
Les deux Croix, 1948, burin,8 × 14,8 cm,
Le Poisson ou Poisson sur la plage, 1948, burin, 5,4 × 8,9 cm,
Arbres de Noël, 1949, burin et aquatinte, 11,6 × 11,4 cm,
Paysage d’hiver ou Soleil d'hiver, 1949, burin, 10,9 × 14,7 cm,
Printemps, 1949, burin, 13,5 × 8,6 cm,
Anne, 1949, burin, 7,3 × 7,3 cm,
Archéologie orientale, 1949, eau-forte, 17,8 × 8,5 cm,
Paysage lunaire, 1949, burin et aquatinte, 16,8 × 17,4 cm,
La Croix nocturne, 1951, burin et aquatinte, 9 × 13,8 cm,
L'Oiseau, 1951, burin, 9,9 × 9,9 cm,
Nu, 1986, burin et aquatinte, 18,5 × 15 cm.
Lithographies
Le Poisson, 1952, 38,2 × 56,7 cm,
Bateaux, 1953, 33 × 50 cm,
Bleu-vert-jaune (ou Ramures), 1956, 32,5 × 25 cm,
Automne, 1957, 60 × 44 cm,
Hiver, 1959, 62 × 48 cm,
Printemps II, 1959, 44 × 58 cm.
- Paris, Mobilier national :

La Comédie, 1951, tapisserie, (2,20 × 1,80 m), ateliers Plasse Le Caisne, n° inventaire GMT-17048-000,
La Tragédie, 1951, tapisserie, (2,20 x 1,80 m), ateliers Plasse Le Caisne, n° inventaire GMT-17049-000.
- Quimper, Musée des beaux-arts de Quimper :

Menhirs I, 1935, huile sur toile, 46 x 55 cm
Paysage, la ferme, 1943, huile sur toile, 25 x 37 cm,
Douarnenez, 1946, huile sur papier marouflé sur panneau, 60 x 82 cm,
L'Océan, 1958-1959, huile sur toile, 162 × 114 cm, n° inventaire AM 3711 P (dépôt du Musée national d'art moderne),
Hommage à Chardin, 1965-1973, huile sur toile, 100 × 100 cm,  tondo, n° inventaire AM 2009.97 (dépôt du Musée national d'art moderne).
- Rennes, Musée des beaux-arts :

Peintures
Le port de Conleau, 1944, huile sur toile, 39 × 61 cm, n° inventaire AM 2537 P (dépôt du Musée national d'art moderne),
Ramures, 1956, lithographie, 31 × 24 cm,
Espace marin, 1961, aquarelle, 27,5 × 42 cm, n° inventaire 1965.9.1,
Vers Machu Picchu, 1966, huile sur toile, 150 × 118 cm, n° inventaire 1979.1.1.
Maquettes pour les vitraux de la Cathédrale Saint-Vincent de Saint-Malo, 1967-1971, n° inventaire 79.1.17 à 79.1.27 :
Maquette de la grande rose du chevet plat, 1967, aquarelle sur papier, 98,8 x 67,8 cm,
Maquette du centre de la grande rose du chevet plat, 1967, aquarelle et encre sur papier, diamètre 42,2 cm,
Maquette des lancettes du chevet, 1967, aquarelle et encre sur papier, 45,5 x 7,5 cm ; 52 x 15 cm ; 45 x 7,5 cm,
Maquette des vitraux du croisillon nord du transept, 1967, aquarelle et encre sur papier, 41 x 11 cm ; 41,2 x 11,4 cm ; 41,2 x 11 cm ; diamètre 8,5 cm ; diamètre 8,2 cm,
Maquette des vitraux du croisillon sud du transept, 1967, aquarelle et encre sur papier, 41 x 11,8 cm ; 41 x 11,8 cm ; 41 x 11,8 cm ; 41 x 11,8 cm ; diamètre 9,6 cm ; diamètre 9,8 cm,
Maquette de la verrière haute de la troisième travée nord du chœur, 1967, aquarelle et encre sur papier, 74,4 x 40,5 cm,
Maquette de la verrière haute de la quatrième travée nord du chœur, 1967, aquarelle et encre sur papier, 74 x 40,5 cm,
Maquette de la verrière haute de la troisième travée sud du chœur, 1967, aquarelle et encre sur papier, 74 x 40,5 cm,
Maquette de la verrière haute de la quatrième travée nord du chœur, 1967, aquarelle et encre sur papier, 73,5 x 37 cm,
Maquette des vitraux des quatrièmes travées nord et sud du déambulatoire et pour les travées extérieures au chevet, 1967, aquarelle et encre sur papier, 1967, 24,5 x 7,5 cm ; 26 x 7,5 cm ; 26 x 7,5 cm ; 25,5 x 7,5 cm,
Maquette des vitraux du déambulatoire, 1967, aquarelle et encre sur papier ; côté nord : 25,2 x 8,8 cm ; 24,8 x 10 cm; 25,8 x 10 cm ; côté sud : diamètre : 5,8cm ; 15,8 x 4,5 cm ; 29,7 x 10,8 cm,
Élément du centre de la rose, 1968-1971, verre et bois, 72,5 x 72,5 cm,
Trilobe du centre de la rose, 1968-1971, verre et vois, 62,5 x 62,5 cm,
Élément du vitrail de la rose, 1968-1971, verre et bois, 69 x 69 cm,
Élément du vitrail de la rose, 1968-1971, verre et bois, 80 x 58 cm.
Gravures
Le Port ou Construction, 1948, burin, 6 × 8,5 cm, n° 11/30,
Le Poisson ou Poisson sur la plage, 1948, burin, 5,4 × 8,9 cm, n° 14/35,
Les deux Croix, 1948, burin,8 × 14,8 cm, n° 17/30,
Paysage lunaire, 1949, burin et aquatinte, 16,8 × 17,4 cm, n° 17/30,
Printemps, 1949, burin, 13,5 × 8,6 cm, n° 18/25,
Anne, 1949, burin, 7,3 × 7,3 cm, n° 18/25,
Arbres de Noël, 1949, burin et aquatinte, 11,6 × 11,4 cm, n° 28/35,
Archéologie orientale, 1949, eau-forte, 17,8 × 8,5 cm, épreuve d'artiste,
Paysage d’hiver ou Soleil d'hiver, 1949, burin, 10,9 × 14,7 cm, n° 21/30,
Signes et fossiles, 1949, eau-forte, 12,4 × 9,5 cm, n° 14/30,
L’Oiseau, 1951, burin, 9,9 × 9,9 cm, n° 25/35,
Jardin ou Dans le jardin, 1951,  burin et aquatinte, 17,8 × 5,9 cm, n° 24/30,
La Croix nocturne, 1951, burin et aquatinte, 9 × 13,8 cm, n° 17/30,
Le Blé, 1951, eau-forte, 13,5 × 12,4 cm, n° 3/25.
Lithographie
Ramures, 1956, lithographie en couleurs, 32,5 x 25 cm, couverture du catalogue de l'exposition Jean Le Moal à la galerie de France du 3 au 24 février 1956, n° 39/50.
- Saint-Dié-des-Vosges, Musée Pierre-Noël :

Peintures
Sans titre, 1959, huile sur toile, 38,4 × 61,7 cm,
Nocturne, 1964, huile sur toile, 60 × 93 cm,
Le Buisson ardent, 1975-1981, huile sur toile, 112 × 115 cm, n° inventaire AM 2009.96 (dépôt du Musée national d'art moderne).
Maquettes pour les vitraux de la Cathédrale de Saint-Dié-des-Vosges
Étude de baie n° 108, bras sud du transept, mur est, côté choeur, 1984, technique mixte sur papier, 50 x 21,5 cm, dépôt du Centre national des arts plastiques
Étude de baie n° 110, bras sud du transept, mur est, côté musée, 1984, technique mixte sur papier, 50 x 21,5 cm, dépôt du Centre national des Arts plastiques
Étude de baie n° 112, bras sud du transept, façade sud, 1984, technique mixte sur papier, 95 x 47 cm, dépôt du Centre national des Arts plastiques
Étude de baie n° 114, bras sud du transept, mur ouest, 1984, technique mixte sur papier, 86,5 x 21,5 cm, dépôt du Centre national des Arts plastiques
- Saint-Étienne, Musée d'art moderne de Saint-Étienne :

Peinture
Village du golfe, 1951, huile sur toile, 38,5 × 61,5 cm, n° inventaire 51.15.1.
Gravures
Archéologie orientale, 1949, eau-forte, 17,9 × 8,4 cm,
La Croix nocturne, 1951, eau-forte, 9 × 13,9 cm.
Lithographie
Ramures, 1956, lithographie, 30,2 × 23,5 cm.
- Saint-Rémy-de-Provence, Musée Estrine :

Éclats, 1975, huile sur toile, 130 × 120 cm, n° inventaire AM 2009.94 (dépôt du Musée national d'art moderne)
- Soissons, Musée de Soissons :

Poisson, 1952, lithographie, 30 × 50 cm, n° inventaire 60.5.3 (dépôt à l'Artothèque de l'Aisne).
- Valence (Drôme), Musée des Beaux-Arts de Valence :

Jardin, 1965-1966, huile sur toile, 200 × 180 cm, n° inventaire AM 2009.93 (dépôt du Musée national d'art moderne),
Sans titre, 1972, huile sur toile marouflée sur panneau, 30,5 x 21,5 cm,
Sans titre, 1974, huile sur toile marouflée sur panneau, 30 x 27,5 cm,
Sans titre, 1964-1977, huile sur toile marouflée sur panneau, 27,5 x 27,5 cm,
Sans titre, 1977, huile sur toile marouflée sur panneau, 30 x 35,5 cm,
Sans titre, 1986, huile sur toile marouflée sur panneau, 24,5 x 27 cm,
Sans titre, 1986, huile sur toile marouflée sur panneau, 24,5 x 25 cm,
Sans titre, c. 1990, huile sur toile marouflée sur panneau, 19 x 28 cm.
- Vannes, La Cohue - Musée des Beaux-Arts de Vannes :

Peintures
Les Pignons ou Paysage d'automne, 1944, huile sur toile, 33 × 41 cm,
La Nuit et l'Océan ou La Nuit de la Saint-Jean, 1962-1967, huile sur toile, 180 × 168 cm,
Chaos, 1970, huile sur toile, 160 x 140 cm (dépôt d'une collection particulière),
Le Flot, 1972-1979, huile sur toile, 75 × 110 cm, n° inventaire AM 2009.98 (dépôt du Musée national d'art moderne),
Sans titre 1976, huile sur toile marouflée sur panneau, 38,5 x 38 cm, n° inventaire 2000.013.002,
Sans titre 1994, huile sur toile marouflée sur panneau, 33 x 37 cm, n° inventaire 2000.013.003.
Gravures
Le Port ou Construction, 1948, burin, 6 × 8,5 cm, n° 25/30, n° inventaire 2000.006.002,
Le Poisson ou Poisson sur la plage, 1948, burin, 5,4 × 8,9 cm, n° 24/35, n° inventaire 2000.006.003,
Les deux Croix, 1948, burin,8 × 14,8 cm, épreuve d'artiste, n° inventaire 2000.006.001,
Fossiles marins, 1948, eau-forte, 9,9 × 13,9 cm, n° 18/30, n° inventaire 2000.006.004,
Paysage lunaire, 1949, burin et aquatinte, 16,8 × 17,4 cm, n° 19/30, n° inventaire 2000.006.005,
Printemps, 1949, burin, 13,5 × 8,6 cm, n° 21/25, n° inventaire 2000.006.006,
Anne, 1949, burin, 7,3 × 7,3 cm, n° 22/25, n° inventaire 2000.006.007,
Arbres de Noël, 1949, burin et aquatinte, 11,6 × 11,4 cm, n° 30/35, n° inventaire 2000.006.008,
Archéologie orientale, 1949 eau-forte, 17,8 × 8,5 cm, n° 11/25, n° inventaire 2000.006.009,
Paysage d’hiver ou Soleil d'hiver,1949, burin, 10,9 × 14,7 cm, n° 26/30), n° inventaire 2000.006.010,
Archéologie, 1949, burin, 17 × 7,9 cm, n° 9/30, n° inventaire 2000.006.011,
Signes et fossiles, 1949, eau-forte, 12,4 × 9,5 cm, n° 12/30, n° inventaire 2000.006.012,
Instruments de la Passion, 1950, burin et aquatinte, 18 × 17,8 cm, n° 5/25, n° inventaire 2000.006.013,
L’Oiseau, 1951, burin, 9,9 × 9,9 cm, épreuve d'artiste, n° inventaire 2000.006.015,
Jardin ou Dans le jardin, 1951, burin et aquatinte, 17,8 × 5,9 cm, n° 2/30, n° inventaire 2000.006.016,
La Croix nocturne, 1951, burin et aquatinte, 9 × 13,8 cm, n° 25/30, n° inventaire 2000.006.017,
Le Blé, 1951, eau-forte, 13,5 × 12,4 cm, n° 2/25, n° inventaire 2000.006.018,
Composition, burin, 19,9 × 13,3 cm, n° 11/20. n° inventaire 2000.006.014.
- Villefranche-sur-Saône, Musée Paul Dini :

Figure à l'oiseau ou Personnage à l'oiseau, 1938, huile sur toile, 100 × 65 cm n° inventaire 2000.1.14.
Figure couchée sur la grève ou Rêverie sur la plage, 1941, huile sur panneau, 60 × 124 cm, n° inventaire 2021.1.102.
Composition picassique, 1935, huile sur toile, 27 x 35 cm, n° inventaire 2021.1.103.

## Allemagne
- Brême, Kunsthalle de Brême :

Village breton, 1952-1953, 74,5 × 100 cm.
- Essen, Musée Folkwang :

Soleil d'hiver, 1953-1955, huile sur toile, 130 x 97 cm.
- Mannheim, Kunsthalle de Mannheim :

Paysage d'Ardèche, 1961, aquarelle, 24 x 27,3 cm,
Estampe, titre inconnu.
- Stuttgart, Staatsgalerie :

Petit village au mois d'août, 1955, (indication ancienne non confirmée).

## Australie
- Sydney, Galerie d'art de Nouvelle-Galles du Sud :

Le Poisson, 1952, lithographie, 38,2 × 56,7 cm, n° 85/200.

## Chili
- Santiago, Musée national des Beaux-Arts :

Sans titre, 1959, huile sur toile.

## États-Unis
- New York, Museum of Modern Art :

Le Poisson, 1952, lithographie, 38,2 × 56,7 cm, n° 134/200.

## Finlande
- Helsinki, Musée Ateneum :

Huile sur toile, dates et dimensions inconnues

## Grande-Bretagne
- Londres, Tate Gallery :

Peinture, 1960,
- Dumfries (Écosse), Dumfries and Galloway Council :

Sans titre (Bretagne), 1960, 64,2 x 64cm.

## Italie
- Turin, Galerie municipale d'art moderne et contemporain de Turin :

La Plage à midi, 1945, huile sur toile, 61 x 32 cm.

## Luxembourg
- Luxembourg, Musée national d'histoire et d'art :

Peintures
Mats et gréements, 1947, huile sur toile, 62 x 38 cm,
Algues et étoile de mer, 1949, huile sur toile, 40 x 80 cm, n° inventaire 1949-ACE 3,
Carrefour, 1958, huile sur toile, 44,3 x 99,3 cm,
L'Orage, 1961, huile sur toile, 115,5 x 89 cm,
Nature tranquille, 1964, huile sur toile, 116 x 81 cm, n° inventaire 1964-ACE 52,
Terres brûlées, 1970-1971, huile sur toile, 180,5 x 160 cm, n° inventaire 1976-ACE 226.
Œuvres sur papier
Bleu-rose, 1955, aquarelle, 35,3 x 22,6 cm,
Sans titre, 1961, aquarelle, 31 x 54 cm, n° inventaire 1961-ACE 18.
Lithographie
L'Automne, 1957, lithographie, 60 x 44 cm.

## Macédoine du Nord
- Skopje, Musée d'Art contemporain de Skopje :

Sans titre, aquarelle, 76 x 30 cm.

## Mexique
- Mexico, Musée d’art contemporain Tamayo :

Intérieur ou Hommage à Bonnard, 1966-1967, huile sur toile, 200 × 180 cm.
- Bergen, Musée de Bergen :

Sans titre, huile sur toile.
- Oslo

Centre d'art Henie-Onstad : 
Les Arbres, 1952-1953, huile sur toile, 100 × 65 cm,
Matin, 1955, huile sur toile, 116 x 81 cm.
Nasjonalgalleriet :
Prairie, 1955, huile sur toile, 73 x 50 cm,
Composition, 1958, huile sur toile, 100 x 81 cm.

## Nouvelle-Zélande
- Wellington, Te Papa Tongarewa :

Le Port, c. 1954, huile sur toile, 31,8 x 54 cm.

## Slovénie
- Ljubljana, International Centre of Graphic Arts :

Automne, 1957, lithographie, 60 x 44 cm, inventaire 1747/1989.
Printemps I, 1958, lithographie, 42 x 62 cm, inventaire 1933/1989.
Hiver, 1959, lithographie, 62 x 48 cm, inventaire 1918/1989.

## Suède
- Lund, Musée des esquisses :

Maquettes d'un vitrail de la crypte de l'église du Sacré-Cœur d'Audincourt
Étude pour un vitrail de la crypte de l'église du Sacré-Coeur d'Andincourt, 1956, crayon et gouache sur papier, monté sur toile, 73,5 x 108,5 cm,
Étude pour un vitrail de la crypte de l'église du Sacré-Coeur d'Andincourt, 1956, crayon et gouache sur papier, monté sur toile, 73,5 x 105,5 cm,
Étude pour un vitrail de la crypte de l'église du Sacré-Coeur d'Andincourt, 1956, crayon et gouache sur papier, 75 x 129,5 cm,
Étude pour un vitrail de la crypte de l'église du Sacré-Coeur d'Andincourt, 1956, crayon et gouache sur papier, 75 x 109,8 cm.
Maquettes des vitraux de la chapelle du Pouldu
Étude pour un vitrail de la chapelle Notre-Dame-de-la-Paix, Le Pouldu, Clohars-Carnoët, 1958, crayon, peinture à l'huile, feutre sur papier sous carton découpé, 33 x 25,6 cm,
Étude pour un vitrail de la chapelle Notre-Dame-de-la-Paix, Le Pouldu, Clohars-Carnoët, 1958, crayon, gouache, stylo, encre de Chine sur papier calque monté sur toile, 242 x 125,5 cm,
Étude pour un vitrail de la chapelle Notre-Dame-de-la-Paix, Le Pouldu, Clohars-Carnoët, 1958, huile et tempera sur papier, 16,2 x 10 cm,
Étude pour un vitrail de la chapelle Notre-Dame-de-la-Paix, Le Pouldu, Clohars-Carnoët, 1958, huile sur papier montée sur carton épais et sous papier découpé, 25,6 x 18 cm.
Maquette d'un vitrail de la chapelle de la Retraite de Rennes
Étude pour un vitrail de la chapelle de l'ancien couvent des Filles de la Sainte-Vierge de la Retraite de Rennes, 1965, pastel et gouache sur toile, monté sur caron et sous papier découpé, 28,5 x 23,8 cm

## Suisse
- Fribourg, Musée d'Art et d'Histoire de Fribourg :

Peintures
Collines et printemps, 1960-1963, huile sur toile, 120 × 120 cm,
La Mer en Bretagne, 1962-1963, huile sur toile, 73 x 162 cm.
- Genève, Fondation Gandur pour l'art :

Peintures
La Croix ou Le Calvaire, 1947, huile sur panneau, 100 × 100 cm, n° inventaire FGA-BA-LEMOA-0002,
Le Port ou Marine, 1954, huile sur toile, 100 × 100 cm, n° inventaire FGA-BA-LEMOA-0003
- Sion, Musée d'Art du Valais :

L'Automne, 1958-1960, huile sur toile, 130 × 81 cm.